# 林贊庭
林贊庭（1930年2月22日—2025年3月14日），臺中市豐原區人，台灣電影攝影師。1949年加入的農業教育電影股份有限公司（今中央電影事業股份有限公司），成為第一期練習生，學習攝影、錄音錄音、剪接、燈光、沖洗等電影專業技術，後曾赴日本學習彩色攝影技術，將彩色片帶到台灣。
職業生涯共參與130多部電影攝影，與劉家昌、陳耀圻、王童、林清介、萬仁等導演合作，憑藉《寂寞的十七歲》《愛的天地》《女朋友》《梅花》四奪金馬獎最佳攝影。2021年，與導演蔡揚名共同獲得金馬獎終身成就獎，由他的學生金馬執委會主席李屏賓頒獎，2025年3月14日，林贊庭因心臟病發，在台北三軍總醫院過世，享壽96歲。
兒子林良忠同為攝影師，曾參與《推手》《喜宴》《飲食男女》等李安作品。

## 外部鏈接
- 林贊庭在豆瓣上的资料（简体中文）